# 282号传教士别墅
282号传教士别墅，位于中国江西省九江市庐山牯岭河西路。
282号传教士别墅为二层石砌建筑，建筑面积278平方米，房主为牯岭公司经理、都约翰办馆和仙岩饭店的老板都约翰（John.L.Duff）。
282号别墅现恢复旧观，作为“老别墅故事”景区的一部分对外开放，辟为都约翰陈列室。